# Lewis Alsamari
Lewis Alsamari, nato Sarmed al-Samarrai (Iraq, 1976), è un attore britannico, di origine irachene.
Si trasferì nel 1990 con la sua famiglia nel Regno Unito durante la guerra del Golfo, chiedendo asilo politico. Alsamari è noto per aver interpretato il terrorista Saeed al-Ghamdi nel film del 2006 United 93.

## Filmografia parziale
- United 93, regia di Paul Greengrass (2006)